# Wincentów (Radom)
Pour les articles homonymes, voir Wincentów.
Wincentów (prononciation : [vinˈt͡sɛntuf]) est un village polonais de la gmina de Pionki dans le powiat de Radom de la voïvodie de Mazovie dans le centre-est de la Pologne.

## Histoire
De 1975 à 1998, le village appartenait administrativement à la voïvodie de Radom.